# William Jardine (naturaliste)
Pour les articles homonymes, voir Jardine.
Ne doit pas être confondu avec William Jardine ou William Marion Jardine.
William Jardine, 7e baronnet d'Applegirth, est un naturaliste écossais, né le 23 février 1800 et mort le 21 novembre 1874.
Jardine contribue grandement à la vulgarisation de l'histoire naturelle au Royaume-Uni victorienne en éditant le très populaire The Naturalist's Library (en quarante volumes). Cet ouvrage est divise en quatre parties principales : l'ornithologie, la mammalogie, l'entomologie et l'ichtyologie. Chaque partie est préparée par d'éminents naturalistes. Parmi les artistes ayant collaboré à ce projet, il faut citer Edward Lear (1812-1888).
Parmi les autres publications de Jardine, il est possible de citer Natural History of Selborne de Gilbert White (1720-1793) (qui contribue à la reconnaissance de ce naturaliste) et Illustrations of Ornithology (1825-1843). Il contribue aussi à la publication de Birds of America d'Alexander Wilson (1766-1813).
Jardine est l'auteur de très nombreuses espèces d'oiseaux, qu'il décrit avec son ami Prideaux John Selby (1788-1867).

## The Naturalist's Library(1833-1843)
PS : par ordre de publication.
- 1. Humming-birds, vol. 1, avec une biographie et un portrait de Carl von Linné (1707-1778). – Ouvrage disponible sur IA.
- 2. Monkeys, avec une biographie et un portrait de Buffon (1707-1788). – Ouvrage disponible sur IA.
- 3. Humming-birds, vol. 2, avec une biographie et un portrait de Thomas Pennant (1726-1798). – Ouvrage disponible sur IA.
- 4. Lions, Tigers, etc., avec une biographie et un portrait de Georges Cuvier (1769-1832). – Ouvrage disponible sur IA.
- 5. Peacocks, Pheasants, Turkeys, etc., avec une biographie et un portrait de Aristote. – Ouvrage disponible sur IA.
- 6. Birds of the Game Kind, avec une biographie et un portrait de Thomas Stamford Raffles (1781-1826). – Ouvrage disponible sur IA.
- 7. Fishes of the Perch Genus, etc., avec une biographie et un portrait de Sir Joseph Banks (1743-1820). – Ouvrage disponible sur IA.
- 8. Beetles (Coleopterous Insects), avec une biographie et un portrait de John Ray (1627-1705). – Ouvrage disponible sur IA.
- 9. Pigeons, avec une biographie et un portrait de Pline l'Ancien. – Ouvrage disponible sur IA.
- 10. British Butterflies, avec une biographie et un portrait de Abraham Gottlob Werner (1750-1817). – Ouvrage disponible sur IA.
- 11. Ruminating Animals, containing Deer, Antelopes, Camels, etc., avec une biographie et un portrait de Petrus Camper (1722-1789). – Ouvrage disponible sur IA.
- 12. Ruminating Animals, containing Goats, Sheep, Wild and Domestic Cattle, etc. avec une biographie et un portrait de John Hunter (v. 1754-1809). – Ouvrage disponible sur IA.
- 13. Thick-Skinned Quadrupeds (Pachidermata), avec une biographie et un portrait de Sir Hans Sloane (1660-1753). – Ouvrage disponible sur IA.
- 14. British Moths, Sphinxes, etc., avec une biographie et un portrait de Anna Maria Sibylla Merian (1647-1717). – Ouvrage disponible sur IA.
- 15. Parrots, avec une biographie et un portrait de Thomas Bewick (1753-1828). – Ouvrage disponible sur IA.
- 16. Whales, avec une biographie et un portrait de Bernard Germain Étienne de Laville-sur-Illon, comte de Lacépède (1756-1825). – Ouvrage disponible sur IA.
- 17. Birds of Western Africa, vol. I, avec une biographie et un portrait de James Bruce (1730-1794). – Ouvrage disponible sur IA.
- 18. Foreign Butterflies, avec une biographie et un portrait de Jean-Baptiste de Lamarck (1744-1829).
- 19. Birds of Western Africa, vol. II, avec une biographie et un portrait de François Levaillant (1753-1824). – Ouvrage disponible sur IA.
- 20. Birds of Great Britain and Ireland, Part. I, avec une biographie et un portrait de Sir Robert Sibbald (1641-1722) – Ouvrage disponible sur IA.
- 21. Flycatchers, their natural Arrangement and Relations, avec une biographie et un portrait de Albrecht von Haller (1708-1777). – Ouvrage disponible sur IA.
- 22. British Quadrupeds, avec une biographie et un portrait de Ulisse Aldrovandi (1522-1605). – Ouvrage disponible sur IA.
- 23. Amphibious Carnivora, including the Walrus and Seals, and the Hervirorous Cetacea, Mermaids, etc., avec une biographie et un portrait de François Péron (1775-1810). – Ouvrage disponible sur IA.
- 24. Birds of Great Britain and Ireland, Part II, avec une biographie et un portrait de William Smellie (1740-1795). – Ouvrage disponible sur IA.
- 25. Dogs, vol. I, avec une biographie et un portrait de Peter Simon Pallas (1741-1811). – Ouvrage disponible sur IA.
- 26. Honey-Bee, avec une biographie et un portrait de François Huber (1750-1831). – Ouvrage disponible sur IA.
- 27. Fishes, particularly their Structure and Economical Uses, etc., avec une biographie et un portrait de Ippolito Salviani (1514-1572). – Ouvrage disponible sur IA.
- 28. Dogs, vol. II, avec une biographie et un portrait de Félix de Azara (1746-1811). – Ouvrage disponible sur IA.
- 29. Introduction to Entomology, avec une biographie et un portrait de Jan Swammerdam (1637-1680) et de Charles de Géer (1720-1778) – Ouvrage disponible sur IA.
- 30. Marsupialia, or Pouched Animals, avec une biographie et un portrait de John Barclay (1758-1826). – Ouvrage disponible sur IA.
- 31. Horses (Equidæ), avec une biographie et un portrait de Conrad Gesner (1516-1565). – Ouvrage disponible sur IA.
- 32. Fishes of Guiana, Part I, avec une biographie et un portrait de Robert Hermann Schomburgk (1804-1865) – Ouvrage disponible sur IA.
- 33. Exotic Moths, avec une biographie et un portrait de Pierre André Latreille (1762-1833).
- 34. Birds of Great-Britain and Ireland, Part III, avec une biographie et un portrait de John Walker (1731-1803) – Ouvrage disponible sur IA.
- (n.c.) Natatores or Swimming Birds, avec une biographie et un portrait de Alexander Wilson (1766-1813) – Ouvrage disponible sur IA.
- (n.c.) British Fishes, Part I, avec une biographie et un portrait de Guillaume Rondelet (1507-1566) – Ouvrage disponible sur IA.
- (n.c.) British Fishes, Part II, avec une biographie et un portrait de Alexander von Humboldt (1769-1859) – Ouvrage disponible sur IA.
- (n.c.) Nectariniadæ or Sun-birds, avec une biographie et un portrait de Francis Willughby (1635-1672) – Ouvrage disponible sur IA.
- (n.c.) Introduction to Mammalia, avec une biographie et un portrait de Dru Drury (1725-1804) – Ouvrage disponible sur IA.
- (n.c.). Fishes of Guiana, Part II, avec une biographie et un portrait de Johann Ludwig Burckhardt (1784-1817) – Ouvrage disponible sur IA.
- (n.c.). The Human Species, avec une biographie et un portrait de Charles Hamilton Smith (1776-1859) – Ouvrage disponible sur IA.

Ce dernier volume a été ajouté lors de la réimpression de 1848.